# Claudia Lommatzsch
Claudia Lommatzsch – niemiecka kolarka torowa reprezentująca RFN, czterokrotna medalistka mistrzostw świata.

## Kariera
Największy sukces w karierze Claudia Lommatzsch osiągnęła w 1983 roku, kiedy zdobyła srebrny medal w sprincie indywidualnym podczas mistrzostw świata w Zurychu. W zawodach tych uległa jedynie Amerykance Connie Paraskevin. W tej samej konkurencji zdobyła ponadto brązowe medale na mistrzostwach w Besançon (1980), mistrzostwach w Brnie (1981) oraz mistrzostwach w Leicester (1982). Nigdy jednak nie wystąpiła na igrzyskach olimpijskich.